# Hela himlen öppnade sig
"Hela himlen öppnade sig" är en svensk dansbandslåt från 1999, skriven av Thomas G:son. Den spelades in av Hedez och släpptes som singel.
Hedez gav ut singeln på bolaget Skara Records. "Hela himlen öppnade sig" finns också utgiven på samlingsalbumen Dansbandstimmen 2 (1999), Dansbandsdax (1999), Sveriges bästa dansband 9, 99 och 100% dansband vol. 7.
"Hela himlen öppnade sig" låg fem veckor på Svensktoppen 17 juli–14 augusti 1999. Första veckan nådde låten plats sju för att därefter ligga på platserna 5–6–6–7.

## Låtlista
1. "Hela himlen öppnade sig" (Thomas G:son)